# Juan Moneo
Juan Moneo Lara «El Torta» (Jerez de la Frontera, 4 de septiembre de 1953-Sanlúcar de Barrameda, 31 de diciembre de 2013) fue un cantante flamenco español de etnia gitana. Perteneció a una de las familias gitanas más importantes en lo que al flamenco se refiere, los Moneo, herederos de la dinastía de «los Pacote», cuyos exponentes más contemporáneos fueron «Tío Pacote», «Tío Jacinto» y Luis de Pacote. Juan Moneo era hermano de Manuel Moneo y tío de «El Barullo» y de Macarena Moneo.

## Biografía
Recibió su apodo cuando era un niño. Había un sargento en su barrio al que llamaban «Sargento Torta» y a Juan Moneo le decían: «Anda, niño, que eres más malo que el Sargento Torta» o bien porque le gustaban mucho las tortas de aceite como según dijo en una entrevista. Pasó una dura infancia, estando incluso un año en la cárcel, por la razón de que un guardia civil estaba enamorado de una mujer que estaba enamorada del Torta.

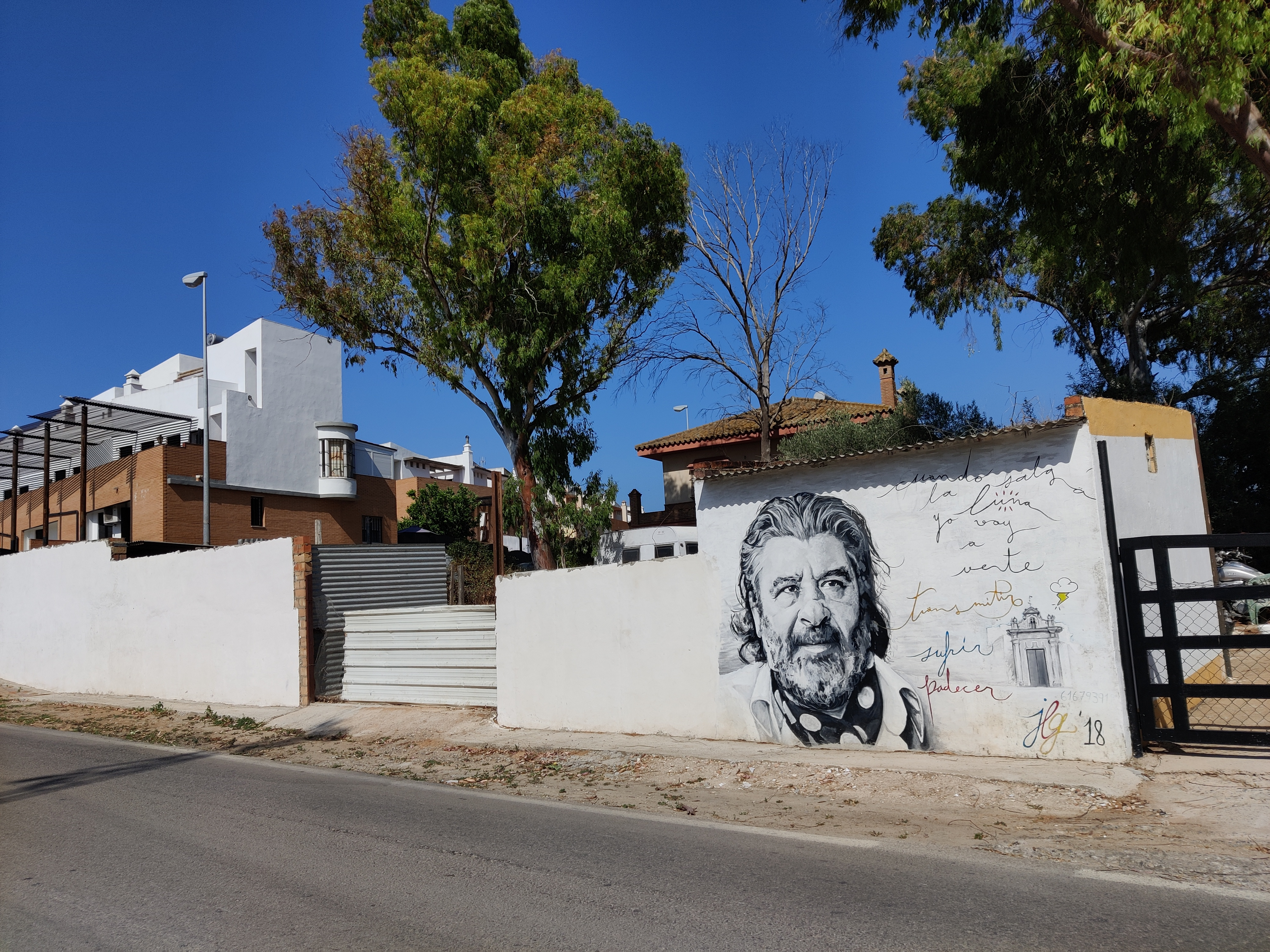
Graffiti

## Estilo
Fue un estudioso del arte y cante más tradicional, lo que le valió varios galardones, entre ellos el premio de Soleares en el Festival de Cante Jondo Antonio Mairena de Mairena del Alcor, con solo 19 años.
Sobresalió por soleares y bulerías.

## Grabaciones
No muy dado a grabaciones, prefirió peñas flamencas o espectáculos y festivales en directo.
Grabó Al compás del nuevo alba (Izquierdo, 1984), Luna mora (Dro East West, 1989-2002), Colores morenos (Audivis Ethnic, 1994) y Momentos (Juglar Recordings, 2007); colaboró en discos como Jerez, fiesta y cante jondo o La Plazuela de los Moneo, en Morao y oro de Moraíto (Auvidis Ethnic, 1992) y en el disco-libro Cómo apretar los dientes de Migue Benítez y los Matajare (en la canción «Viviendo sin freno»).
Participó en la película Flamenco de Carlos Saura. 

## Premios y reconocimientos

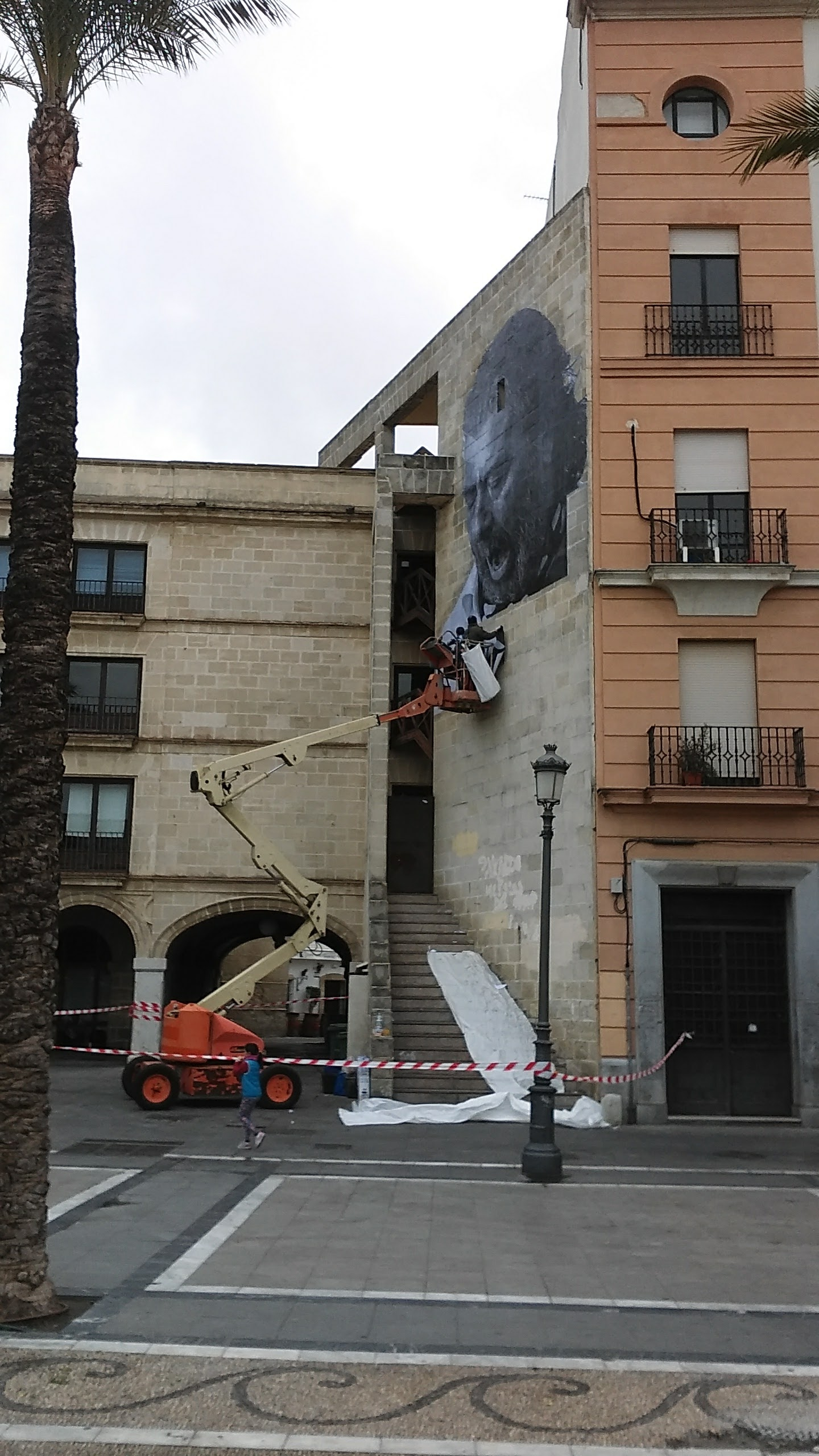
Homenaje

En 1972 obtuvo el premio de Soleares en el Concurso de Mairena del Alcor.
Es conocida su amistad con Andrés Calamaro, que le dedicó su Grammy Latino 2014.
En 2016 recibió uno de los mayores homenajes que se ha realizado a un flamenco en Jerez.
En 2019 se le dedica un calle en Jerez, renombrando la antigua "Ronda de San Telmo".